# Gabriel Winkler
Gabriel Paul Winkler (22 de julio de 1976) es un deportista estadounidense que compitió en remo. Ganó una medalla de oro en el Campeonato Mundial de Remo de 2000, en la prueba de ocho con timonel ligero.

## Palmarés internacional
| Campeonato Mundial | Campeonato Mundial | Campeonato Mundial | Campeonato Mundial      |
| Año                | Lugar              | Medalla            | Prueba                  |
| ------------------ | ------------------ | ------------------ | ----------------------- |
| 2000               | Zagreb (Croacia)   | Medalla de oro     | Ocho con timonel ligero |